# Závada (Petrovice u Karviné)
Závada (polsky Zawada německy Zawada) je místní část Petrovic u Karviné. Leží v Moravskoslezském kraji v okrese Karviná. Do roku 1952 byla samostatnou administrativní jednotkou. V obci žije 723 obyvatel.
V obci se nachází hraniční přechod do Polska: Gołkowice – Závada a železniční zastávka na trati Dětmarovice – Petrovice u Karviné.

## Název
Jako jméno vesnice slouží staré obecné závada – „dluh, závazek, povinnost“. Vesnice tedy dostala jméno podle toho, že byla založena na zadlužené, nevyplacené půdě.

## Historie
První písemná zmínka o vesnici pochází z roku 1447 kdy těšínský kníže Bedřich Kazimír zastavil v roce 1569 Závadu, Petrovice u Karviné a další vesnice městu Fryštátu. Roku 1572 koupil Fryštát s okolními vesnicemi Václav Cigán se Slupska. V roce 1792 přikoupil fryštátské panství i se Závadou od Rudolfa Taaffe Jan Larisch-Mönnich který část vsi Závady prodal Vojtěchu Gussnarovi z Komorné.Podle rakouského sčítání lidu v roce 1910 mělo Závada 590 obyvatel, z nichž 545 bylo trvale registrovaných, 519 (95,2%) bylo polsky, 21 (3,9%) německy a 5 (0,9%) česky hovořících, 572 (96,9%) byli katolíci, 7 (1,2%) byli evangelici a 11 (1,9%) byli Židé.
Po zabrání území Polskem v říjnu 1938 následovala nacistické okupace. Závada byla osvobozena dne 1. května 1945 Sovětskou armádou. V průběhu bojů dopadlo do katastru Závady sestřelené sovětské letadlo pilotované příslušníky čs. letecké jednotky.
| Rok            | 1869 | 1880 | 1890 | 1900 | 1910 | 1921 | 1930 | 1950 | 1961 | 1970 | 1980 | 1991 | 2001 |
| -------------- | ---- | ---- | ---- | ---- | ---- | ---- | ---- | ---- | ---- | ---- | ---- | ---- | ---- |
| Počet obyvatel | 409  | 492  | 509  | 551  | 590  | 597  | 664  | 594  | 671  | 703  | 731  | 719  | 734  |

## Pamětihodnosti
- Kaple sv. Jana Nepomuckého z roku 1862 která byla původně zasvěcená Marií.
- Pomník zahynulým československým letcům Jánu Bilkovi a Pavolu Slatinskému.[7]
- bývalý zámek

## Památné stromy
V Závadě se nacházejí památné stromy tzv. Popiolkovy duby, jedná se o dva duby letní (Quercus robur), které byly prohlášeny 1. června 1990.
Další památný strom, 26 metrů vysoký jasan ztepilý (Fraxinus excelsior), byl památným stromem do roku 2012. Za domem č.p. 3 se nacházela památná lípa malolistá (Tilia cordata) prohlášená památným stromem v roce 1990 a zrušena v 25. dubna 2017.

## Galerie

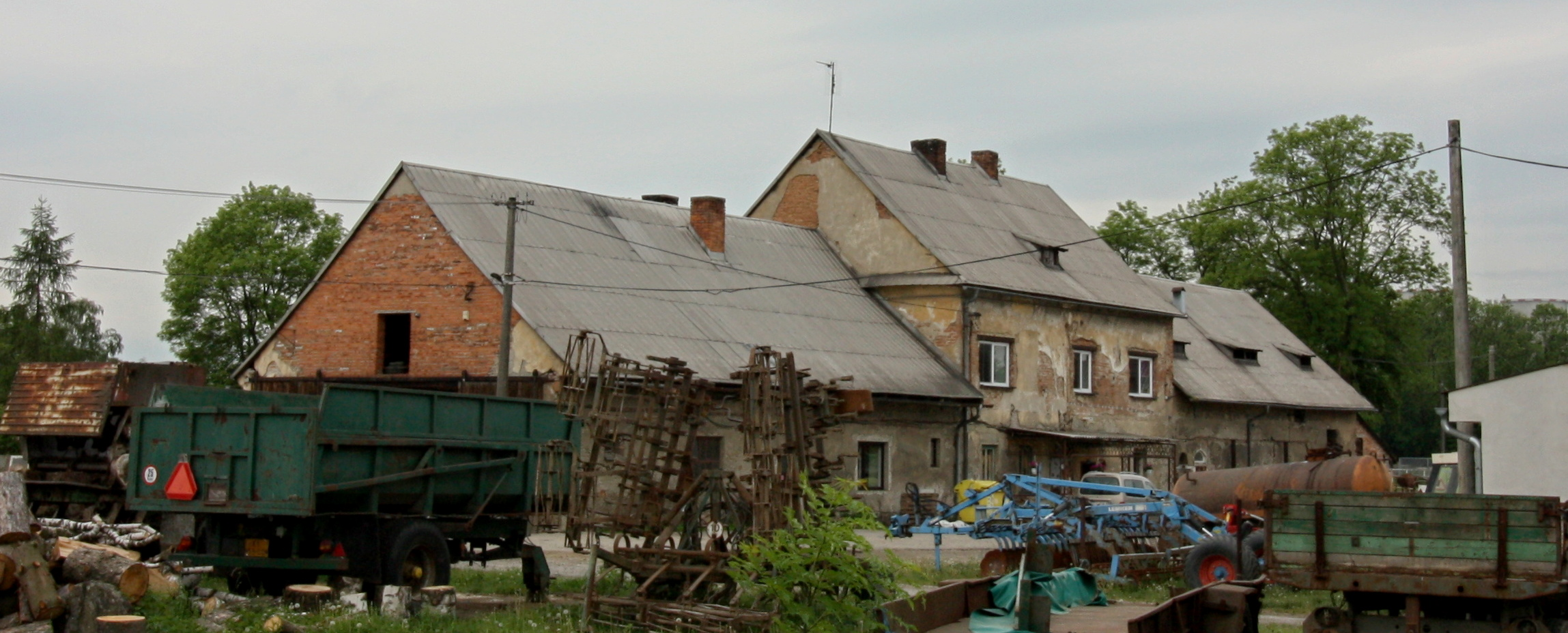
Bývalý zámek přestavěný na zemědělské družstvo (2018)
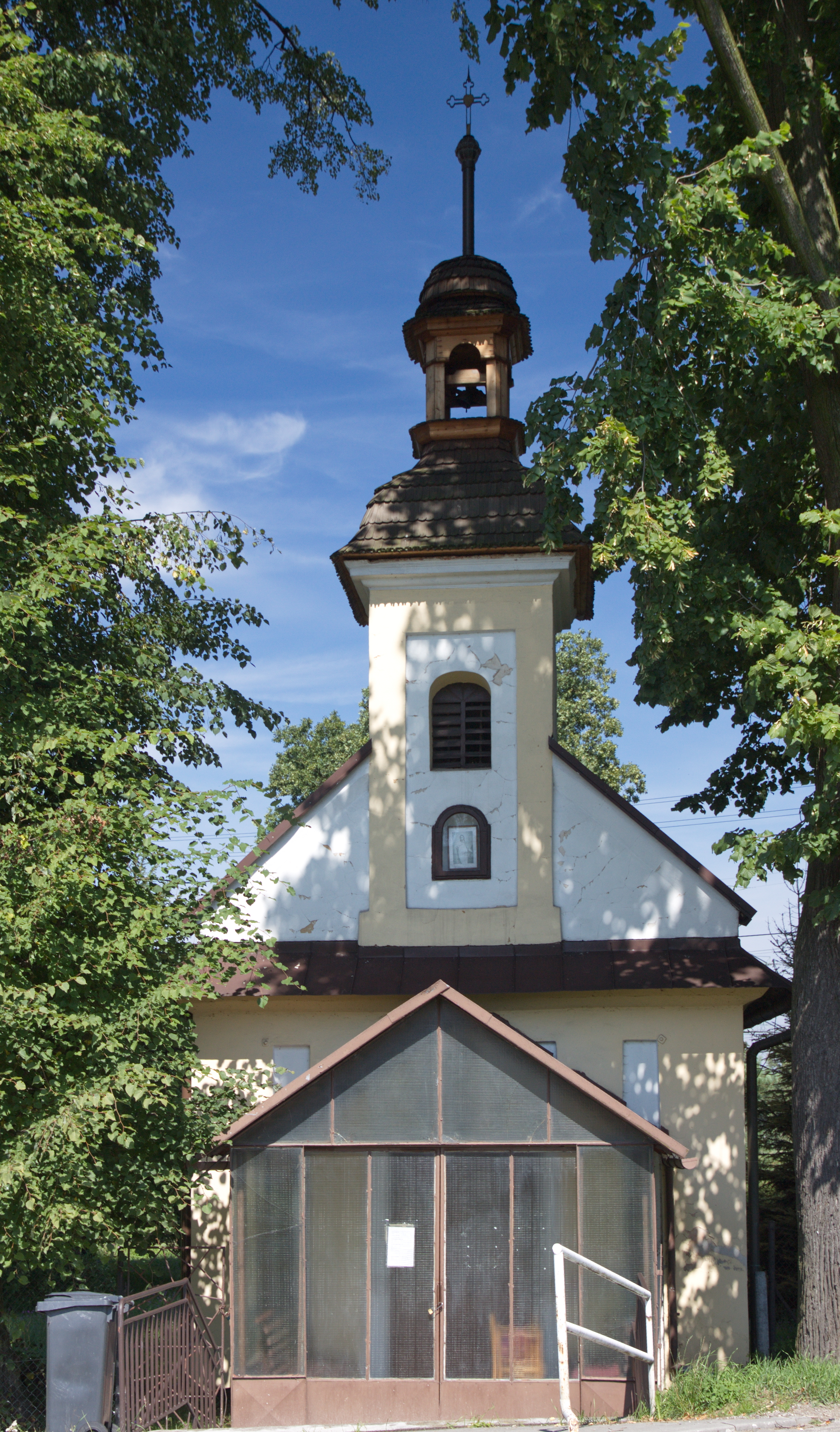
Kaple sv. Jana Nepomuckého (2014)
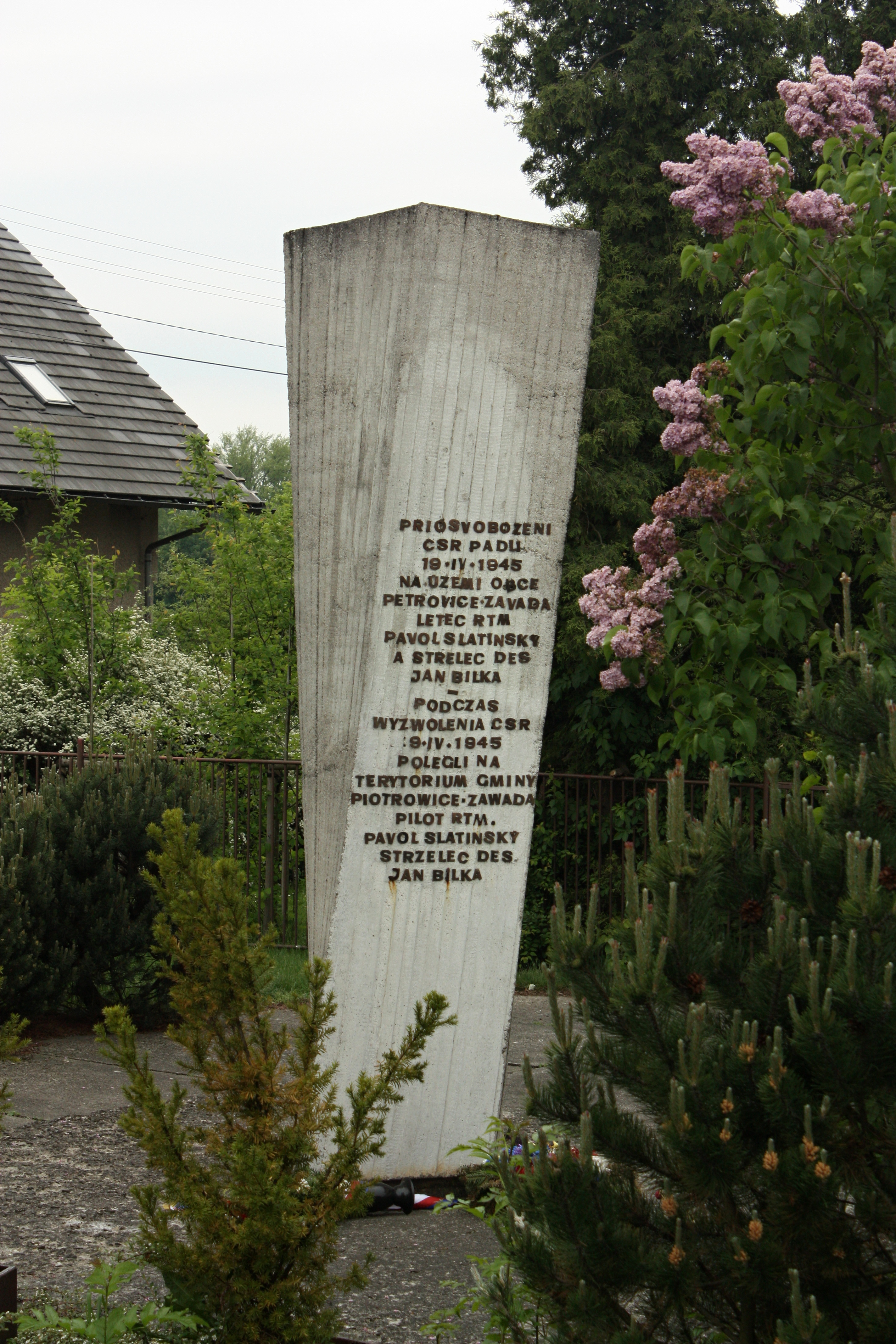
Pomník čs. letcům Bílky a Slatinského (2018)
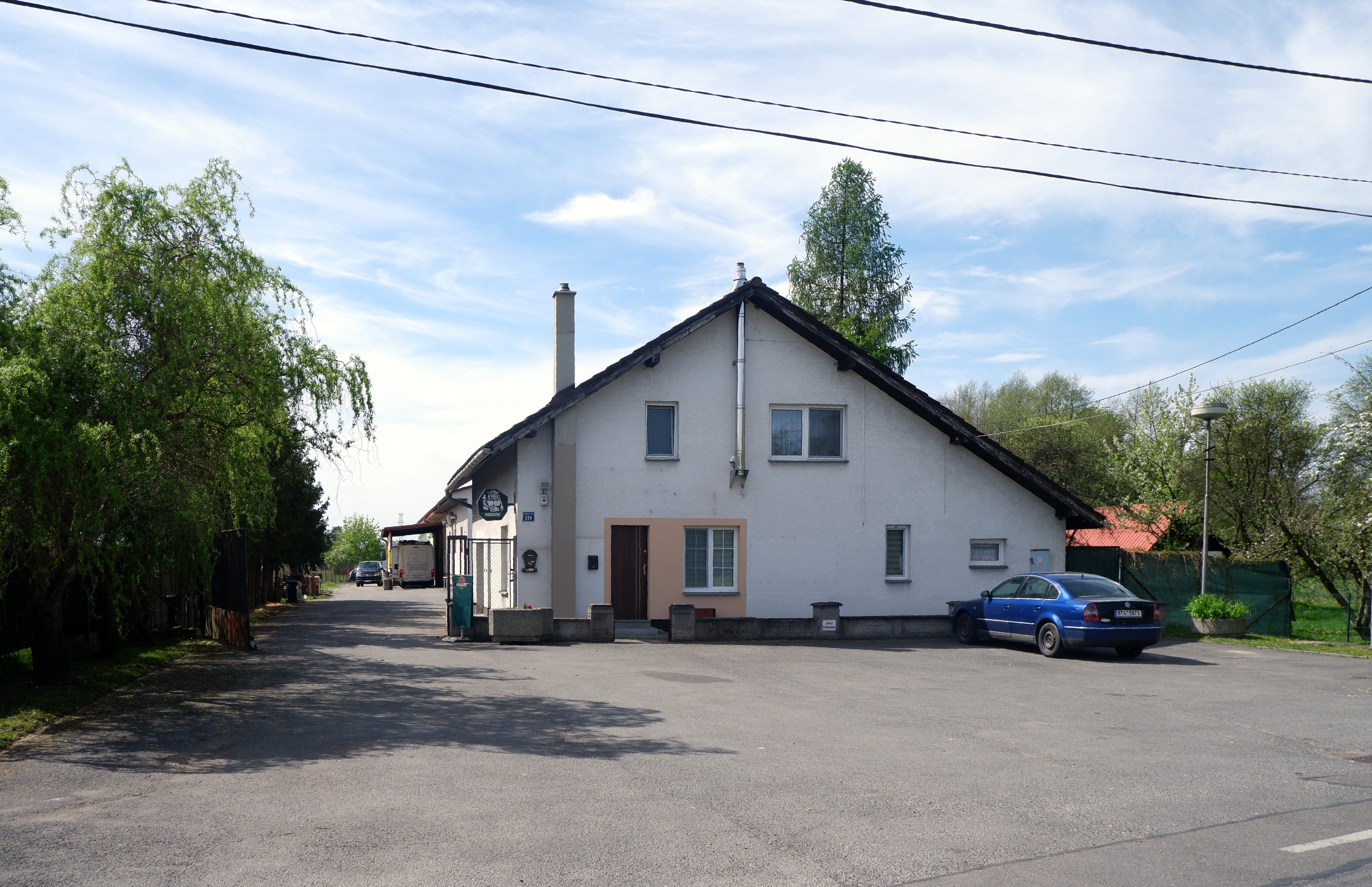
Hospůdka U Libuše (2024)
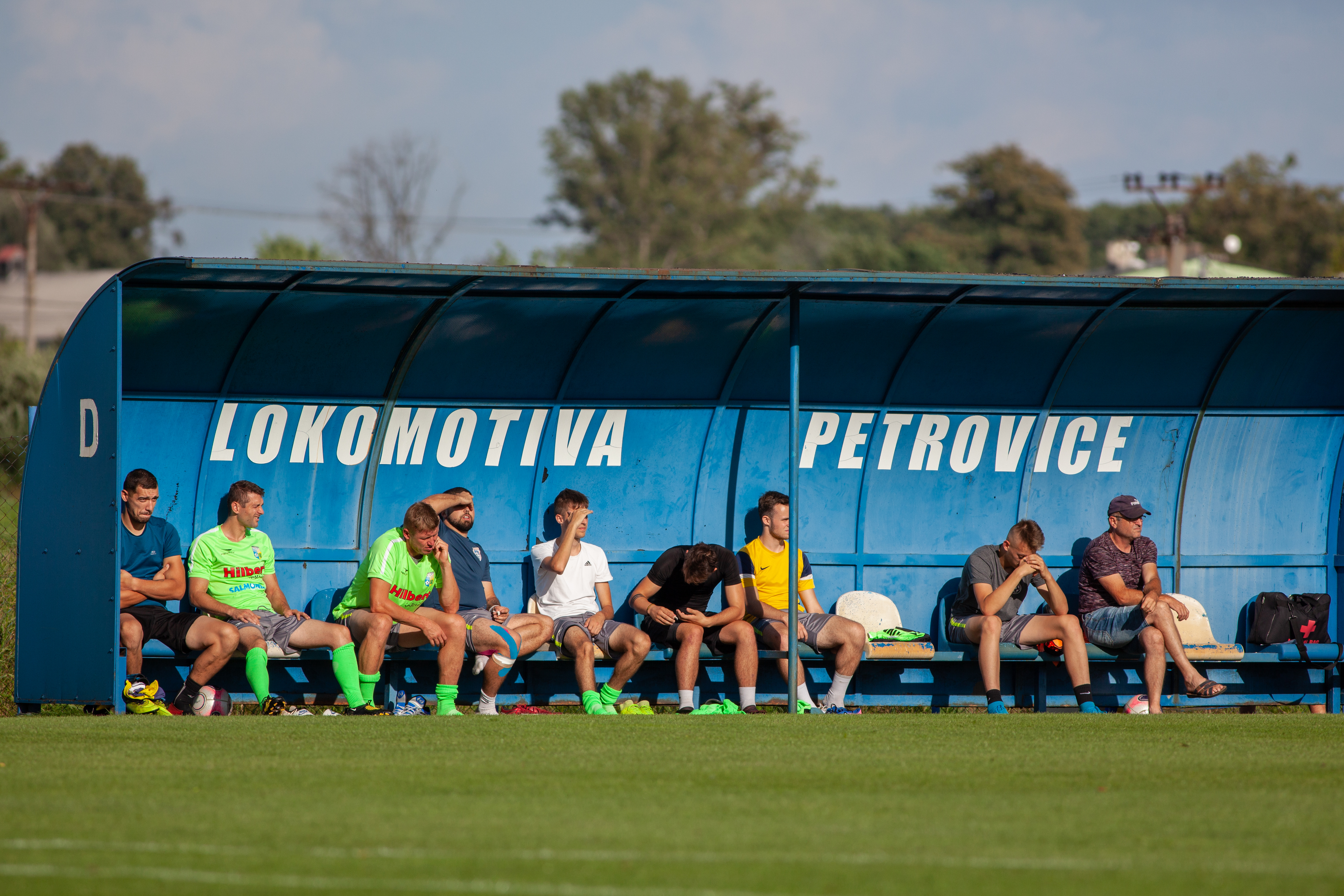
Zápas TJ Lokomotiva Petrovice (2020)
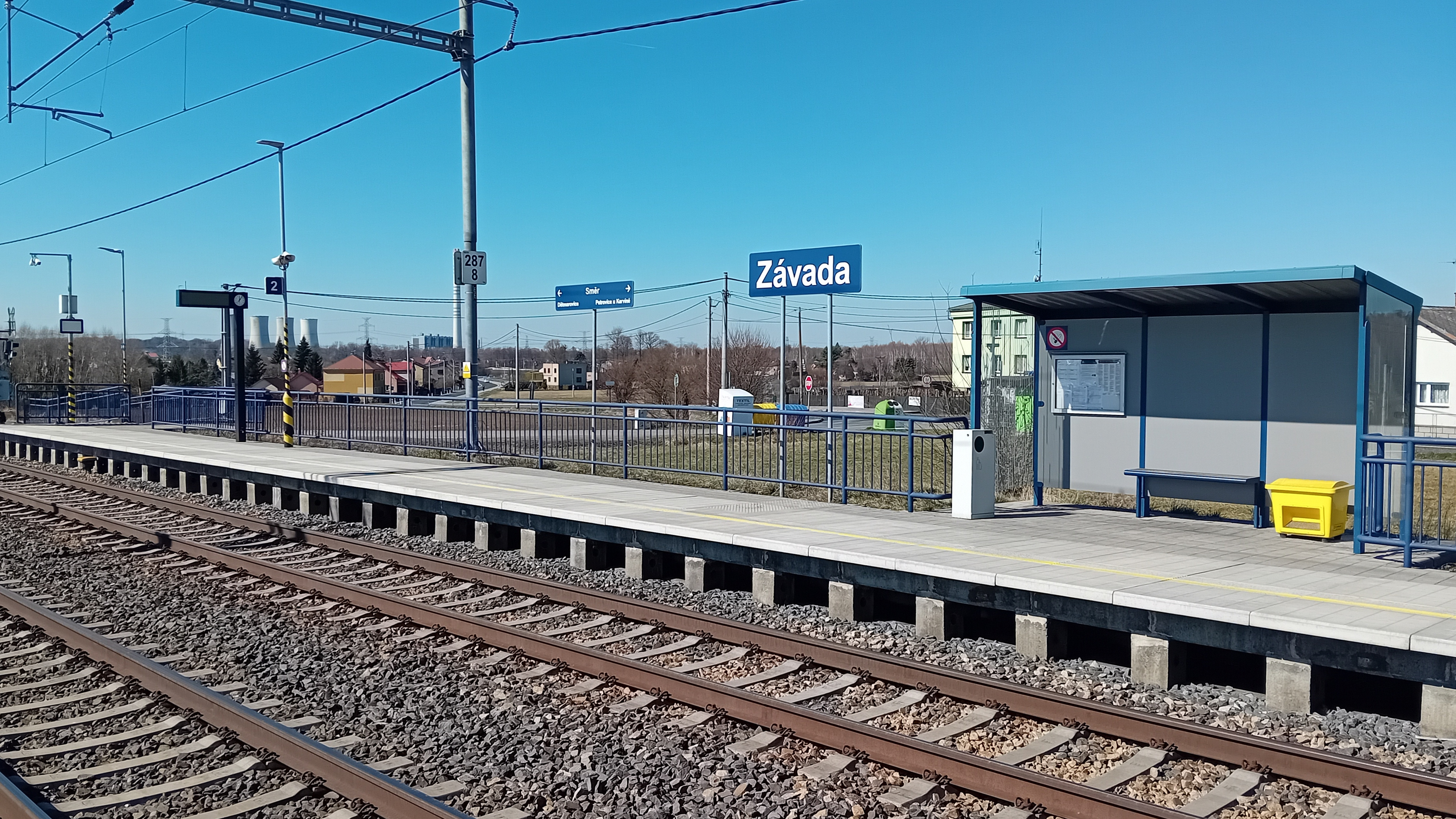
Železniční zastávka